# Dramarama (песня)
«Dramarama» — песня южнокорейского хип-хоп бой-бэнда Monsta X, выпущенный 7 ноября 2017 года на лейблах Starship Entertainment и Kakao M.

## Выпуск и продвижение

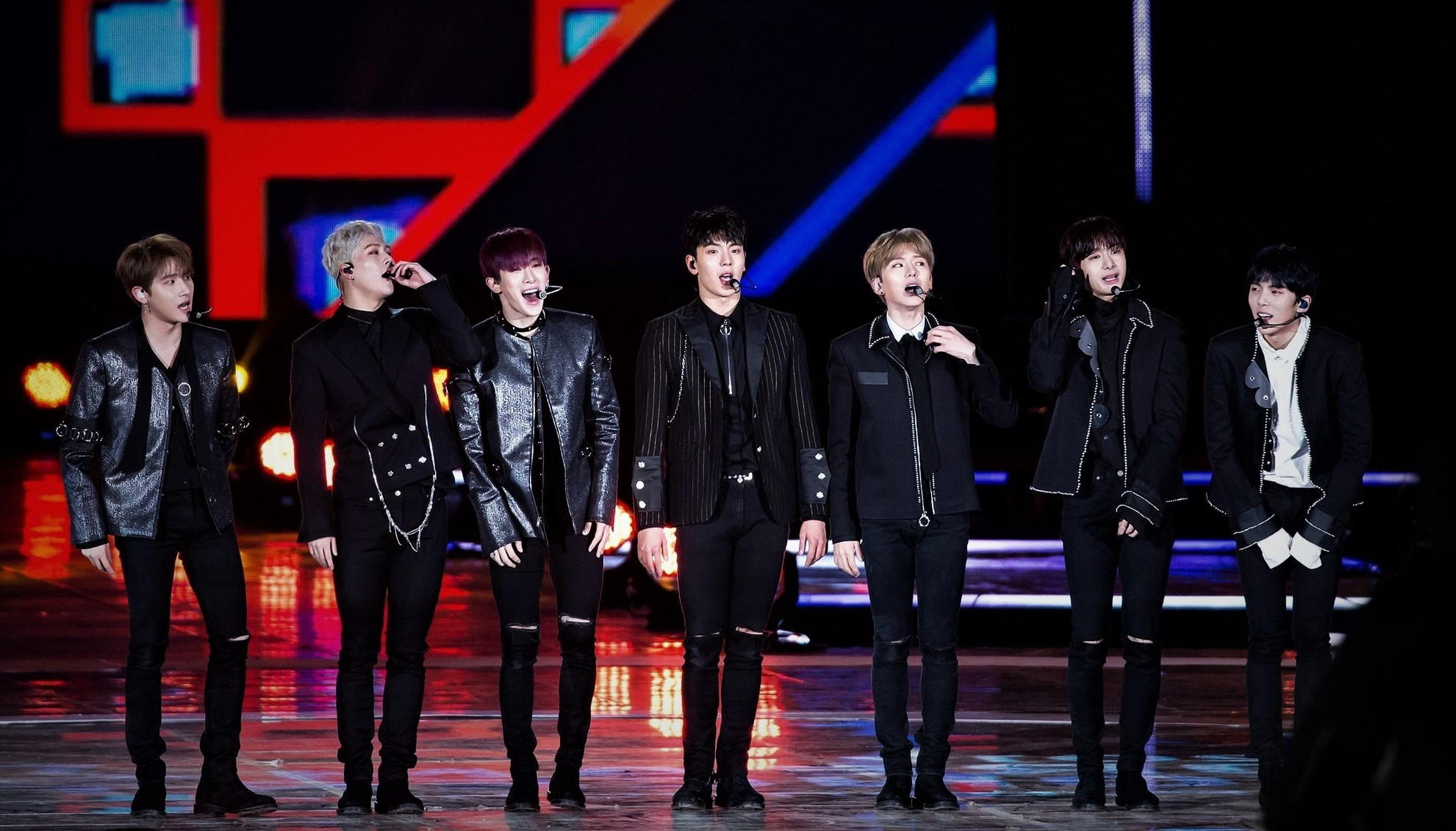
Концерт Monsta X в Пхёнчхане, 2017 год

28 сентября в официальных социальных сетях Monsta X было объявлено о грядущем возвращении в ноябре. 15 октября лейбл уточнил дату выхода альбома, 7 ноября 2017 года. Уже 2 ноября вышел список композиций, где «Dramarama» обозначен заглавным треком. На следующий день был опубликован тизер видеоклипа к песне. В день выпуска альбома The Code была выпущена экранизация в виде клипа. Бой-бэнд начал продвигаться с треком по корейским музыкальным шоу, и спустя неделю после продвижения, 14 ноября у них получилось одержать первую победу в их карьере на корейском музыкальном шоу The Show. 29 ноября они также выступили на южнокорейской церемонии вручения наград MAMA Awards с «Dramarama». Выступление отметило издание Billboard, поставив их на 4-е место в списке «5 выступлений MAMA 2017 в Японии, которые обязательно стоит посмотреть». Monsta X и дальше продвигались с этой композицией, они добавляли её в сет-листы своих мировых турне. Так, она была включена в сет-лист второго тура Monsta X «The Connect World Tour», он был проведён в 2018 году. Позже, был также добавлен в следующий сет-лист тура группы «We Are Here World Tour» в 2019 году. Несмотря, на уход Вонхо из группы в конце 2019 года, группа продолжила выступать с нею. Например, в 2020 году на их первом виртуальном концерте «Live from Seoul with Luv». И в 2022 году в туре по США «No Limit Tour».

## Видеоклип
Экранизация в видеклипа на «Dramarama» была выпущена в один день с выходом альбомом, 2 ноября 2017 года на официальном канале лейбла Starship Entertainment. Клип экранизирует то, как участники группы перемещаются в разные года с помощью часов. Гихён бежит К Джухону, чтобы спасти его жизнь, а Хёнвон наблюдает за ними. Тем временем Минхёк и Чангюн бегут от людей в чёрном, а Шону и Вонхо приятели по спаррингу в кэндо. Помимо этого, в видеоролике мемберы группы танцуют хореографию к композиции. Также сюжетно связан с клипом на ещё одну композицию группы «Find You». Он является началом истории, где Хёнвон попадает в аварию вместе со своими родителями, где они погибают, после чего он берёт часы отца и перемещается во времени. В другом же клипе бой-бэнда «Follow» имеются отсылки на эту сюжетную линию. В нём позади Хёнвона крутится ореол, а другие участники группы стоят на циферблате, их тени составляют стрелки.

## Приём
| Оценки критиков | Оценки критиков |
| Источник        | Оценка          |
| --------------- | --------------- |
| IZM             | [ 13 ]          |

### Коммерческий успех
«Dramarama» дебютировала в американском чарте Billboard World Digital Song Sales на седьмом месте.

### Реакция критиков
«Dramarama» хорошо была принята критиками. Ким Джэ-Ха внёс трек в список Rolling Stone «100 величайших песен в истории корейской поп-музыки» на 74-е место, где написал про неё: «первоначальный состав из семи человек демонстрирует свою веселую сторону, произнося название как гипнотическое заклинание». Тэйлор Глебси из Dazed добавил песню в список лучших k-pop треков за 2017 год на 10-е место, написав: «[трек ] легко балансирует между солидным фанковым гитарным рифом и ухмылкой блестящего хука». Руби С из NME в своём списке «Каждая песня Monsta X ранжирована в порядке возрастания» поставил композицию на десятое место и написал: «Песня также ознаменовала новую эру для бойз-бэнда, который начал использовать названия своих синглов в качестве зацепки своих песен». Корейский критик Суджин Пак из издания IZM поставил композиции три звезды из пяти и похвалил её за «монотонное звучание, основанное на реальных инструментах и электронных звуках».

## Список композиций
| №                   | Название            | Текст песни                         | Музыка                         | Аранжировка         | Длительность |
| ------------------- | ------------------- | ----------------------------------- | ------------------------------ | ------------------- | ------------ |
| 1.                  | «Dramarama»         | Со Джи-Ым, Со Юнг-А, Ли Джухон, I.M | Дрю Райан Скотт, Андреас Оберг | A-Dee, Stereo14     | 3:06         |
| Общая длительность: | Общая длительность: | Общая длительность:                 | Общая длительность:            | Общая длительность: | 3:06         |